# Louis von Gersdorff
Louis Karl Wilhelm Alexander von Gersdorff (* 5. März 1807 in Halle (Saale); † 15. Mai 1880 in Dessau) war ein preußischer Generalleutnant.

## Leben

### Herkunft
Louis war ein Sohn des preußischen Majors Heinrich Ferdinand von Gersdorff (1760–1814) und dessen Ehefrau Christiane Luise, geborene von Belling (1773–1843), verwitwete von Welchhausen.

### Militärkarriere
Gersdorff besuchte das Berliner Kadettenhaus und wurde anschließend am 8. April 1824 als Sekondeleutnant dem Kaiser Franz Grenadier-Regiment der Preußischen Armee aggregiert und am 16. April 1825 einrangiert. Von 1827 bis 1830 war er zur weiteren Ausbildung an die Allgemeine Kriegsschule kommandiert. Im Jahr 1833 wurde er zu Vermessungen auf die Insel Rügen abkommandiert. 1834/36 war Gersdorff zum topographischen Büro kommandiert und während dieser Zeit lehrte er auch an der Divisionsschule der 2. Garde-Division tätig. 1837 folgte seine Kommandierung zur Dienstleistung zum Großen Generalstab. Unter Beförderung zum Premierleutnant wurde er am 6. April 1839 in den Großen Generalstab versetzt. Dort stieg er Anfang April 1841 zum Kapitän auf. Für zwei Jahre war er im Generalstab des VI. Armee-Korps tätig, bevor er Mitte November 1845 als Major und etatsmäßiger Stabsoffizier in das 22. Infanterie-Regiment versetzt wurde. Zugleich fungierte Gersdorff von Mitte April 1846 bis Ende Juni 1848 als Direktor der Divisionsschule der 12. Division und Präses der Prüfungskommission für Portepeefähnriche. Anschließend erhielt er das Kommando über das Füsilier-Bataillon. Unter Stellung à la suite seines Regiments wurde Gersdorff am 25. Januar 1850 zum zweiten Kommandant der Festung Glogau ernannt. In dieser Stellung war er ab Juli 1850 auch Direktor der Vereinigten Divisionsschulen des V. Armee-Korps, bevor er am 19. November 1850 die Stellung als Kommandant der Festung Glatz übernahm. Gersdorff wurde am 23. März 1852 zum Oberstleutnant befördert und am 4. Mai 1857 als Kommandeur in das 27. Infanterie-Regiment versetzt. Am 13. Juli 1854 erfolgte die Beförderung zum Oberst und am 4. Mai 1854 die Versetzung als Kommandeur in die 32. Infanterie-Brigade. Dort wurde er am 22. Mai 1858 zum Generalmajor befördert und am 17. Mai 1859 als Kommandant in die Festung Königsberg versetzt. Während seiner Dienstzeit wurde die Festung Königsberg zur Festung 1. Klasse ausgebaut und Gersdorff erhielt am 3. Juni 1860 den Roten Adlerorden II. Klasse mit Eichenlaub. Am 31. Mai 1861 erfolgte seine Ernennung zum Kommandanten von Danzig, bevor er am 8. Juni 1861 mit dem Charakter als Generalleutnant und Pension zur Disposition gestellt wurde. Er starb am 15. Mai 1880 in Dessau.

### Familie
Gersdorff heiratete am 5. September 1837 Pauline Ehrt (1813–1891), eine Tochter des Kaufmanns Christian Ernst Ehrt. Das Paar hatte mehrere Kinder:
- Paul Louis Richard (* 1838)
- Ulrich Hans (1840–1909) ⚭ Fanny Elisabeth Biber (* 1847)
- Walter (1848–1929), preußischer Generalleutnant ⚭ Hedwig von Blumenthal (1853–1930)